# مالویه بای‌داولتوو
مالویه بای‌داولتوو (انگلیسی: Maloye Baydavletovo) یک شهرک در شهرستان زیانچورینسکی استان باشقیرستان کشور روسیه است.